# Ammotrechula catalinae
Espèce
Ammotrechula catalinae est une espèce de solifuges de la famille des Ammotrechidae.

## Distribution
Cette espèce est endémique d'Arizona aux États-Unis. Elle se rencontre dans les monts Santa Catalina.

## Description
La femelle holotype mesure 14,5 mm.

## Étymologie
Son nom d'espèce lui a été donné en référence au lieu de sa découverte, les monts Santa Catalina.

## Publication originale
- Muma, 1989 : New species and records of Solpugida (Arachnida) from the United States. Douglas Print Shop, Douglas, Arizona, p. 1-60.